# Halowe Mistrzostwa Europy w Lekkoatletyce 1972 – bieg na 400 m mężczyzn
Bieg na 400 metrów mężczyzn – jedna z konkurencji biegowych rozgrywanych podczas halowych lekkoatletycznych mistrzostw Europy w hali Palais des Sports w Grenoble. Eliminacje i półfinały zostały rozegrane 11 marca, a bieg finałowy 12 marca 1972. Zwyciężył reprezentant Republiki Federalnej Niemiec Georg Nückles. Tytułu zdobytego na poprzednich mistrzostwach nie bronił Andrzej Badeński z Polski.

## Rezultaty

### Eliminacje
Rozegrano 3 biegi eliminacyjne, do których przystąpiło 9 biegaczy. Awans do półfinału dawało zajęcie jednego z pierwszych dwóch miejsc w swoim biegu (Q). Skład półfinałów uzupełniło dwóch zawodników z najlepszym czasem wśród przegranych (q).
Opracowano na podstawie materiału źródłowego.
Bieg 1
| Miejsce | Zawodnik               | Czas  | Uwagi |
| ------- | ---------------------- | ----- | ----- |
| 1       | Alfonso Gabernet       | 47,71 | Q,    |
| 2       | Georg Nückles          | 47,84 | Q     |
| 3       | Luciano Sušanj         | 47,84 | q     |
| 4       | Willy Vandenwyngaerden | 48,64 | q     |

Bieg 2
| Miejsce | Zawodnik          | Czas  | Uwagi |
| ------- | ----------------- | ----- | ----- |
| 1       | Wolfgang Müller   | 47,56 | Q     |
| 2       | Ulrich Reich      | 47,57 | Q     |
| 3       | Jean-Pierre Sgard | 49,33 |       |

Bieg 3
| Miejsce | Zawodnik         | Czas  | Uwagi |
| ------- | ---------------- | ----- | ----- |
| 1       | Benno Stops      | 49,93 | Q     |
| 2       | František Štross | 51,67 | Q     |

### Półfinały
Rozegrano 2 biegi półfinałowe, w których wystartowało 8 biegaczy. Awans do finału dawało zajęcie jednego z dwóch pierwszych miejsc w swoim biegu (Q).
Opracowano na podstawie materiału źródłowego.
Bieg 1
| Miejsce | Zawodnik         | Czas  | Uwagi |
| ------- | ---------------- | ----- | ----- |
| 1       | Ulrich Reich     | 47,58 | Q     |
| 2       | Alfonso Gabernet | 47,63 | Q,    |
| 3       | Benno Stops      | 47,75 |       |
| 4       | Luciano Sušanj   | 47,85 |       |

Bieg 2
| Miejsce | Zawodnik               | Czas  | Uwagi |
| ------- | ---------------------- | ----- | ----- |
| 1       | Wolfgang Müller        | 47,99 | Q     |
| 2       | Georg Nückles          | 48,06 | Q     |
| 3       | Willy Vandenwyngaerden | 48,77 |       |
| 4       | František Štross       | 49,55 |       |

### Finał
Opracowano na podstawie materiału źródłowego.
| Miejsce | Zawodnik         | Czas  |
| ------- | ---------------- | ----- |
| 1       | Georg Nückles    | 47,24 |
| 2       | Ulrich Reich     | 47,42 |
| 3       | Wolfgang Müller  | 47,42 |
| 4       | Alfonso Gabernet | 47,66 |